# Ctenucha cressonana
Ctenucha cressonana là một loài bướm đêm thuộc phân họ Arctiinae, họ Erebidae.